# Erlecom
Erlecom ist ein Dorf unter der Verwaltung der Gemeinde Berg en Dal in der niederländischen Provinz Gelderland.

## Geografie
Das Dorf liegt in der Düffel, einer Naturlandschaft zwischen Kleve und Nijmegen, und wird im Norden durch den Fluss Waal begrenzt.

## Politik
Bis zum 31. Dezember 2014 gehörte Erlecom der Gemeinde Ubbergen an. Diese schloss sich zum 1. Januar 2015 mit Groesbeek und Millingen aan de Rijn zur neuen Fusionsgemeinde namens Groesbeek zusammen. Durch ein Bürgerreferendum wurde der Name zum 1. Januar 2016 in Berg en Dal (deutsch „Berg und Tal“), der eine passende Beschreibung der Topografie der Gemeinde darstellt, umbenannt.